# Challenger de Adelaida
El Charles Sturt Adelaide International es un torneo de tenis celebrado en Adelaida, Australia desde 2013. El evento forma parte del ATP Challenger Tour y se juega en canchas duras.

## Finales anteriores

### Individuales
| Año  | Campeón        | Finalista   | Resultado |
| ---- | -------------- | ----------- | --------- |
| 2014 | Bradley Klahn  | Tatsuma Ito | 6–3, 7–69 |
| 2013 | Matthew Barton | James Ward  | 6-2 6-3   |

### Dobles
| Año  | Campeón                        | Finalista                         | Resultado |
| ---- | ------------------------------ | --------------------------------- | --------- |
| 2014 | Marcus Daniell Jarmere Jenkins | Dane Propoggia Jose Rubin Statham | 6-2 6-4   |
| 2013 | Samuel Groth Matt Reid         | James Duckworth Greg Jones        | 6-4 6-4   |

- Datos: Q5082753